# Hallinger (Berchtesgadener Land)
Ein Hallinger (lateinisch salinarius) stand von 1286 bis vermutlich 1795 dem Salzamt des Berchtesgadener Landes vor.
Der Hallinger wurde als dessen „wichtigster Verwaltungsbeamter“ in der Regel vom Klosterstift Berchtesgaden beauftragt bzw. gewählt. Das Klosterstift war nicht zuletzt wegen seiner Salzgewinnung 1380 zur Reichsprälatur und von 1559 bis 1803 zur reichsunmittelbaren Fürstpropstei Berchtesgaden erhoben worden und damit das Berchtesgadener Land zu einem zwar kleinen, aber eigenständigen Fürstentum.
Der erste nachweisbare Hallinger namens Henricus wirkte von 1286 bis 1292 vermutlich noch in Berchtesgaden als dem Gründungsort und Sitz des Klosterstifts. Ab 1292, beginnend mit Ulricus, leiteten die Hallinger das Salzamt in Schellenberg, dem zweiten Hauptort des Klosterstifts. Während die beiden erstgenannten nachweislich noch Laien waren, wurde der Hallinger ab dem „ausgehenden Mittelalter“ aus den Reihen der Augustiner-Chorherren innerhalb des Klosterstifts gewählt. Erstmals erwähnt ab 1334, war der Hallinger auch meist in Personalunion ein „fürstlicher Marktrichter“, der allerdings nur die „Niedergerichtsbarkeit“ ausübte.
Trotz seiner Salzeinkünfte hatte das Klosterstift viele Jahre lang sehr hohe Schulden, weswegen zwischenzeitlich sogar der Stiftspropst selbst das Amt im Auftrag des Fürsterzbistums Salzburg übernehmen musste, um damit dem Erzbischof für die an ihn verpfändete Saline Schellenberg als „seinem Hallinger“ zu „huldigen“. Erst Ulrich II. Pernauer († 14. März 1495) ließ sich angesichts der anstehenden Wahl zum Reichsprälaten und Stiftspropst des Klosterstifts Berchtesgaden nicht mehr als „Salzburger Hallinger“ vereidigen, sondern ernannte während seiner Regentschaft aus den eigenen Reihen Jörg Sewer und ab 1491 Pernauers Nachfolger Balthasar Hirschauer († 1508) zu Hallingern. (Erst 1556 gelang es Wolfgang II. Griesstätter zu Haslach, der drei Jahre später als erster zum Fürstpropst erhoben wurde, den Rest einer seit 1389 immer wieder angewachsenen, somit 167 Jahre währenden Schuldenlast zu tilgen und Schellenberg aus der Salzburger Pfandschaft zu lösen. Der dazu unterzeichnete Vertrag unter Mitwirkung von Eberhard II. von Hirnheim als Bischof von Eichstätt ist als „Eichstätter Kompromiss“ bekannt und verstand sich auch als Friedensvertrag mit Salzburg.)
Sitz des Salzamtes im Berchtesgadener Land blieb über die Jahrhunderte hinweg Schellenberg. Erst im Zuge der zum letzten Mal notgedrungenen Verpfändung der Salinen Schellenberg und Frauenreuth an das Kurfürstentum Bayern, wurde ab 1795 der Sitz des Salzamtes als Kurfürstlich Bayerisches Hauptsalzamt im Schloss Adelsheim in Berchtesgaden eingerichtet.
Nach der Säkularisation, und der damit ab 1810 verbundenen Eingliederung des Berchtesgadener Landes in das Königreich Bayern, blieb der Sitz des Salzamtes als das nunmehr erstgenannte von sieben „Haupt-Salzämtern“ in Berchtesgaden, dem dann aber nicht mehr ein Hallinger, sondern ein königlich bayerischer „Inspector“ vorstand. Für die Zeit von 1822 bis 1864 nutzte das Hauptsalzamt Berchtesgaden (nahezu) alle Gebäude des Franziskanerklosters Berchtesgaden.